# Provinz Contralmirante Villar
Die Provinz Contralmirante Villar ist eine von drei Provinzen der Region Tumbes im äußersten Norden von Peru. Die Provinz liegt an der Pazifikküste. Sie wurde nach dem Konteradmiral Manuel Villar Olivera (1801–1889) benannt. Die Provinz erstreckt sich über eine Fläche von 2123,22 km². Beim Zensus 2017 betrug die Einwohnerzahl 21.057. Im Jahr 1993 lag die Einwohnerzahl bei 13.361, im Jahr 2007 bei 16.914. Verwaltungssitz ist die Hafenstadt Zorritos.

## Geographische Lage
Die Provinz Contralmirante Villar grenzt im Norden und im Westen an den Pazifischen Ozean, im Osten an die Provinz Tumbes und im Süden an die Provinz Talara (Region Piura).

## Verwaltungsgliederung
Die Provinz Contralmirante Villar gliedert sich in drei Distrikte (Distritos). Der Distrikt Zorritos ist Sitz der Provinzverwaltung.
| Distrikt            | Verwaltungssitz |
| ------------------- | --------------- |
| Canoas de Punta Sal | Cancas          |
| Casitas             | Cañaveral       |
| Zorritos            | Zorritos        |